# Get Him to the Greek
Get Him to the Greek (Misión Rockstar en Hispanoamérica y Todo sobre mi desmadre en España) es una película cómica de 2010, escrita, producida y dirigida por Nicholas Stoller y protagonizada por Jonah Hill y Russell Brand.
La película fue estrenada el 4 de junio de 2010. La película también es protagonizada por Elisabeth Moss, Rose Byrne y Sean Combs.
La película puede considerarse un Spin-off de la cinta de 2008 Forgetting Sarah Marshall, donde Russell Brand interpretó por primera vez a Aldous Snow como un personaje secundario, el nuevo novio de Sarah con quien Aaron, el protagonista, debe lidiar contra su voluntad y para su desagrado.

## Argumento
Aaron Greenberg (Jonah Hill), un empleado de una compañía discográfica, dispone de dos días para convencer a la estrella del rock, Aldous Snow (Russell Brand) de que dé un concierto en Los Ángeles. Aldous es un músico brillante y un adicto al sexo. Hastiado de acumular dinero y de que nadie le lleve la contraria, intenta encontrarle un sentido a la vida. Cuando se entera de que su chica está en California, se muestra dispuesto a todo con tal de recuperarla. Cuando el concierto se acerca, Aaron se ve obligado a recorrer un campo de minas, poblado por camellos londinenses, barriobajeros neoyorquinos y bailarinas de Las Vegas, antes de entregar al cantante sano y salvo.

## Elenco
- Jonah Hill como Aaron Green.
- Russell Brand como Aldous Snow.
- Elisabeth Moss como Daphne Binks.
- Rose Byrne como Jackie Q.
- P. Diddy como Sergio Roma.
- Colm Meaney como Jonathan Snow.
- Kali Hawk como Kali Coleman.
- Aziz Ansari como Matty Briggs.
- Nick Kroll como Kevin McLean.
- Ellie Kemper como Pinnacle.

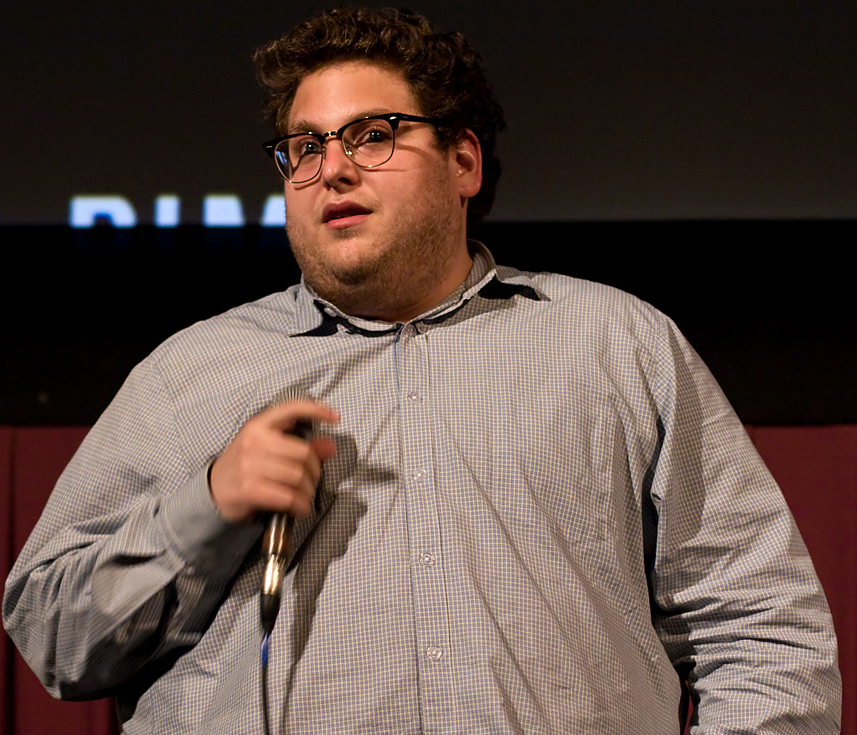
Hill en mayo de 2010

- Karl Theobald como asistente de Aldous.
- Carla Gallo como Destiny.
- Alyssa Cooper
- T. J. Miller como Brian.
- Lino Facioli como Naples.
- Kristen Schaal
- Kristen Bell como Sarah Marshall.
- Dinah Stabb como Lena Snow.
- Lenny J. Widegren

### Ellos mismos
- Tom Felton
- Christina Aguilera
- Pink
- Kurt Loder (como Kurt F. Loder)
- Meredith Vieira
- Mario Lopez
- Pharrell
- Paul Krugman
- Lars Ulrich
- Rick Schroder
- Zöe Salmon
- Katy Perry (escenas eliminadas)
- Johnny Depp
- Owen Wilson
- Dee Snider
- Holly Weber
- Billy Bush